# 赵林中
赵林中（1953年—），浙江诸暨人，汉族，中华人民共和国政治人物、第十一届全国人民代表大会浙江地区代表。
毕业于中央党校成教学院政工专业，是中共党员。担任富润控股集团有限公司党委书记、董事局主席。2008年起担任全国人大代表。